# Проліски (фільм)
«Проліски» — радянський телефільм 1974 року, знятий режисером Жардемом Байтеновим на кіностудії «Казахфільм».

## Сюжет
Телефільм. Група школярів, вирішивши привітати своїх мам зі святом 8 березня, вирушають у гори за пролісками. Дорогою на них чекають різні пригоди, їм доводиться долати чимало труднощів. Але, незважаючи на це, хлопці повертаються додому з квітами.

## У ролях
- Ільдар Казгамбаєв — Камбар
- Жарас Ахметов — Калікбек
- Даулет Бейсембаєв — Ерік
- Саша Пугачов — Сергій
- Сергій Музика — Ванечка
- Ігор Катанов — Федір
- Нагіна Арапова — Катеш
- Гера Рудий — Сашко
- Нурлибай Єсімгалієв — Айдар
- Аміна Умурзакова — Бадига Осланівна
- Аубакір Ісмаїлов — епізод
- Макіль Куланбаєв — епізод
- Лідія Ашрапова — епізод
- В. Заволокін — епізод
- Микола Ісаєнко — фізкультурник школи
- Гайнікамал Байкошкарова — епізод
- Оля Ходаєва — епізод

## Знімальна група
- Режисер — Жардем Байтенов
- Сценарист — Ольга Бондаренко
- Оператор — Олександр Нілов
- Композитор — Минжасар Мангітаєв
- Художник — Юрій Вайншток